# Três diálogos entre Hylas e Philonous

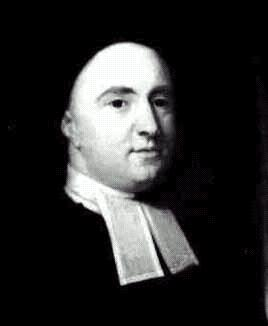
George Berkeley

Three Dialogues between Hylas and Philonous (em português Três Diálogos entre Hylas e Philonous), ou simplesmente Três Diálogos, é um livro de 1713 sobre metafísica e idealismo escrito por George Berkeley. Tomando a forma de um diálogo, o livro foi escrito como uma resposta às críticas que Berkeley experimentou após a publicação de A Treatise Concerning the Principles of Human Knowledge.
Três conceitos importantes discutidos nos Três Diálogos são a relatividade perceptiva, a concebibilidade/argumento mestre e o fenomenalismo de Berkeley. A relatividade perceptiva argumenta que o mesmo objeto pode parecer ter características diferentes (por exemplo, forma) dependendo da perspectiva do observador. Como as características objetivas dos objetos não podem mudar sem uma mudança inerente no próprio objeto, a forma não deve ser uma característica objetiva.

## Antecedentes
Em 1709, Berkeley publicou seu primeiro grande trabalho, An Essay Towards a New Theory of Vision, no qual discutiu as limitações da visão humana e avançou a teoria de que os objetos adequados da visão não são objetos materiais, mas luz e cor. Isso prenunciou sua principal obra filosófica, Treatise Concerning the Principles of Human Knowledge (1710), que, após sua má recepção, ele reescreveu nos Três Diálogos (1713).

## Hylas e Philonous
As visões de Berkeley são representadas por Philonous (grego: "amante da mente"), enquanto Hylas ("hyle", grego: "matéria") encarna os oponentes do pensador irlandês, em particular John Locke.
No primeiro diálogo, Hylas expressa seu desdém pelo ceticismo, acrescentando que ouviu Philonous ter "mantido a opinião mais extravagante que já entrou na mente do homem, a saber, que não existe substância material no mundo". Philonous argumenta que é realmente Hylas quem é o cético e que ele pode provar isso. Assim, uma batalha filosófica de sagacidade começa.
Philonous questiona Hylas sistematicamente sobre o que os humanos sabem do mundo, primeiro examinando qualidades secundárias, como o calor, para mostrar que tais qualidades não existem fora da mente individual. Ele então passa para qualidades primárias como extensão e forma, e da mesma forma argumenta que elas também dependem inteiramente da percepção e perspectiva de alguém (por exemplo, de longe, uma grande montanha parece ser pequena, e a forma de uma coisa pode mudar drasticamente sob um microscópio: "Você pode fazer o experimento a qualquer momento, olhando com um olho nu e com o outro através de um microscópio").
A visão de Hylas da matéria (que tem sua origem na teoria platônica das formas  é sistematicamente destruída por Philonous (Berkeley). O argumento básico é que, como a matéria só nos é conhecida por suas qualidades sensíveis, é impossível descrever ou mesmo imaginar a matéria sem essas qualidades. Pois na ausência de qualidades sensíveis, a matéria, por definição, perde suas qualidades essenciais.
O argumento de Berkeley vai além: as qualidades sensíveis não são inerentes à matéria. Em vez disso, eles são atribuídos e compreendidos pela mente. Cor, som, temperatura e até mesmo forma são qualidades inteiramente dependentes de uma mente. De fato, sem uma "mente", torna-se impossível imaginar a "matéria". A resposta à pergunta: "Se uma árvore cai na floresta e nenhuma mente está presente, ela faz barulho?" é respondida pelo imaterialismo de Berkeley: Não há árvore, a não ser os dados dos sentidos ou o feixe de percepções de que ela é composta. No entanto, Deus está sempre percebendo tudo. Em outras palavras, sempre há uma mente presente. Um humano (e, portanto, uma mente humana) não precisa estar presente para que a árvore faça um som, pois a mente de Deus está sempre presente, ou assim argumenta Berkeley. É esta mente de Deus que dá qualidades sensíveis à matéria, não a própria matéria.
Em seu próprio tempo, Berkeley enfrentou a oposição de muitos filósofos que compartilhavam a visão platônica. Esses filósofos achavam que Berkeley era vulgar, porque sua própria opinião parecia confirmar as opiniões defendidas pelas classes mais baixas. Grosso modo, a "visão comum" era que Deus criou tudo e que as coisas na Terra eram as coisas reais. Alguns filósofos não acreditavam em Deus e acreditavam que a matéria na Terra era apenas uma imitação da matéria real que existia em outra dimensão. Berkeley ficou do lado da opinião comum.
A filosofia apresentada é muitas vezes mal interpretada. A crítica é que Berkeley afirma que vivemos em um mundo ilusório, quando na verdade, Berkeley defende a aceitação de ideias como "coisas" reais. Quando nos referimos a um objeto, não nos referimos a uma forma material, mas à ideia do objeto que informa nossos sentidos. Berkeley não propõe que nada seja real; ele propõe que as próprias ideias compõem a realidade.